# Paolo Quinteros
Pour les articles homonymes, voir Quinteros.
Paolo Quinteros (né le 15 janvier 1979 à Colón, province d'Entre Ríos en Argentine) est un joueur de basket-ball argentin. Il joue aux postes de meneur et d'arrière.

## Biographie
Paolo Quinteros est membre de l'équipe d'Argentine. Il a remporté deux médailles d'argent aux championnats des Amériques 2005 et 2007 et une médaille de bronze en 2009. Il a également gagné la médaille de bronze lors des Jeux olympiques 2008.